# Ralf Dewenter
Ralf Dewenter (* 1968 in Bochum) ist ein deutscher Wirtschaftswissenschaftler.

## Leben
Er studierte Volkswirtschaftslehre an den Universitäten Konstanz und Essen. Er war Doktorand und Promotionsstudent an der Universität St. Gallen und Doktorand an der Universität Duisburg-Essen, Campus Essen. Nach der Promotion zum Dr. rer. pol. an der Universität Duisburg-Essen 2003 und der Habilitation für das Fach Volkswirtschaftslehre an der Helmut-Schmidt-Universität 2008 war er Professor und Fachgebietsleiter des Fachgebiets Wirtschaftstheorie an der Fakultät für Wirtschaftswissenschaften der TU Ilmenau (2009–2010) und Professor an der Universität Düsseldorf, Düsseldorfer Institut für Wettbewerbsökonomie, Lehrstuhl für VWL, insb. empirische Wettbewerbsanalyse (2010–2013). Seit 2013 lehrt er als Professor für Volkswirtschaftslehre, insb. Industrieökonomik an der Helmut-Schmidt-Universität.

## Schriften (Auswahl)
- mit Jörn Kruse und Justus Haucap: Wettbewerb im Mobilfunk in Österreich. Baden-Baden 2004, ISBN 3-8329-0688-6.
- Essays on interrelated media markets. Baden-Baden 2004, ISBN 3-8329-0697-5.
- mit Justus Haucap: Demand elasticities for mobile telecommunications in Austria. Bochum 2007, ISBN 978-3-86788-011-4.
- mit Justus Haucap: Ökonomische Auswirkungen von öffentlich-rechtlichen Online-Angeboten. Marktauswirkungen innerhalb von Drei-Stufen-Tests. Gutachten im Auftrag des VPRT e.V. Baden-Baden 2009, ISBN 978-3-8329-5033-0.